# 横澤正克
横澤 正克（よこざわ まさかつ、1946年7月11日 - ）は、日本の実業家。昭和産業代表取締役社長や、製粉協会会長を務めた。

## 人物・経歴
東京都出身。立教大学経済学部経済学科卒業。1970年昭和産業入社。営業推進室長、ぶどう糖事業本部長、物流部長を経て、
2001年執行役員に昇格。2005年常務取締役。2006年代表取締役専務。
2007年から昭和産業代表取締役社長を務め、製粉協会会長や農林水産省輸入麦の政府売渡ルール検討会オブザーバーも兼務し、小麦国際相場の暴落への対応などにあたった。2011年昭和産業特別顧問役に退いた。
2018年秋の叙勲で旭日中綬章を受章。